# Мобара
Мобара (яп. 茂原市 Мобара-си) — город в Японии, находящийся в префектуре Тиба. Площадь города составляет 100,01 км², население — 90 324 человека (1 августа 2014), плотность населения — 903,15 чел./км².

## Географическое положение
Город расположен на острове Хонсю в префектуре Тиба региона Канто. С ним граничат города Тиба, Итихара, посёлки Нагара, Муцудзава, Тёнан, Сирако, Оамисирасато и село Тёсей.

## Население
Население города составляет 90 324 человека (1 августа 2014), а плотность — 903,15 чел./км². Изменение численности населения с 1980 по 2005 годы:
| 1980 | 71 521 чел. |  |
| 1985 | 76 929 чел. |  |
| 1990 | 83 437 чел. |  |
| 1995 | 91 664 чел. |  |
| 2000 | 93 779 чел. |  |
| 2005 | 93 260 чел. |  |

## Символика
Деревом города считается рододендрон, цветком — космея.